# The Review of English Studies
The Review of English Studies est un journal publié par Oxford University Press traitant de littérature de langue anglaise et d'anglais depuis 1925.
RES est un journal universitaire de premier plan consacré à la littérature anglaise et à la langue anglaise dont les critiques sont axées sur l'érudition historique plutôt que sur la critique interprétative, bien que de nouvelles lectures d'auteurs et de textes soient également proposées à la lumière de sources récemment découvertes ou d'une nouvelle interprétation de sources déjà connues.